# Boccia

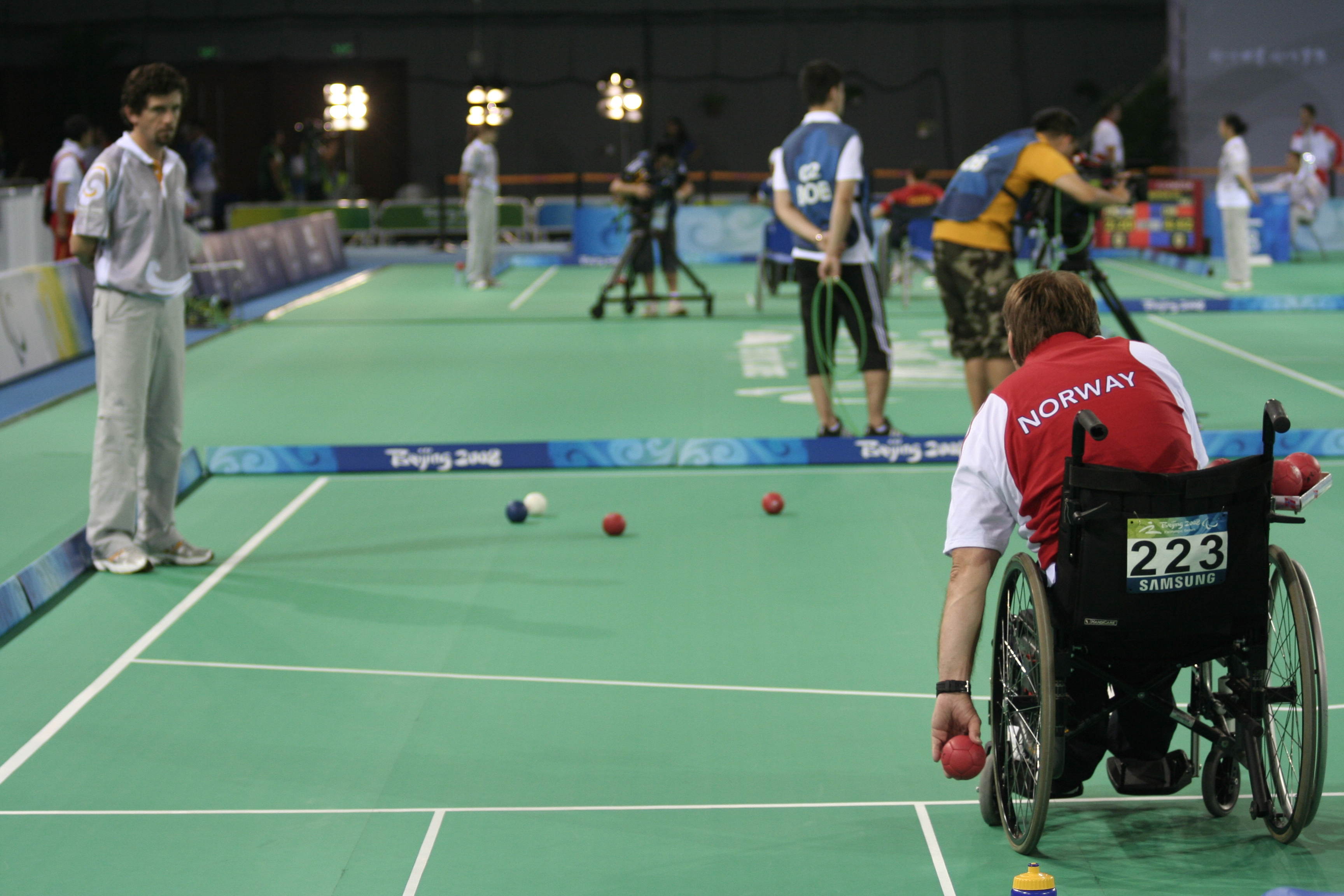
Boccia

Paralympijský piktogram

Boccia [bočča] je sport podobný francouzské pétanque určený lidem
s těžkým tělesným postižením, kteří jsou odkázáni na invalidní vozík. Jedná se o modifikaci klasických her (bocce, boules, pétanque, lawn bowling). Původně byla zamýšlena jako hra pro lidi postižené dětskou obrnou, v dnešní době ji však provozují i sportovci s jinými vážnými poruchami hybnosti.
V roce 1984 se Boccia stala paralympijským sportem s jasně danými pravidly. V roce 2008 ji provozovali sportovci s tělesným postižením ve více než 50 státech.
Hráči mají k dispozici dobře uchopitelné kožené míčky červené a modré barvy, podle nichž jsou rozděleni v družstvech.
Důležitou roli hraje bílý míček, tzv. „Jack“, jeho vhozením do pole určený hráč zahajuje hru, ostatní se pak postupně snaží dostat míčky své barvy co nejblíže k Jacku. Vyhrává ten, jehož míčky jsou u Jacka v početní převaze.
Boccii je možné hrát v tříčlenných družstvech, párech i jednotlivcích.
Boccia je jedním ze tří paralympijských sportů, jež nemají protějšek v programu letních olympijských her.
Mezinárodní federace sportu boccia nese název BISFed a sdružuje přes 70 národních členských organizací.
Národní členská organizace ČR je Česká federace bocii, z.s., která sdružuje tělovýchovné jednoty a sportovní kluby v ČR, v kterých se boccia hraje a řídí činnost a aktivity českého reprezentačního týmu.
Mezi občanská sdružení zabývající se integrovanou boccií patří Asociace integrovaných sportů a Sportem proti bariérám – Český Ráj. Dále například Handicap sport club Moravia z. s., který je největším a nejúspěšnějším klubem v České republice zaměřeným čistě na bocciu, nebo Jihočeská liga v iBoccii pořádaná pod záštitou centra Arpida o. s. v Českých Budějovicích.